# Fair Warning Tour
Fair Warning Tour – czwarta trasa koncertowa zespołu Van Halen, promująca album Fair Warning. Trasa oficjalnie rozpoczęła się 12 maja 1981 i objęła 82 koncertów.

## Muzycy
Członkowie zespołu: David Lee Roth, Eddie Van Halen, Alex Van Halen, Michael Anthony.

## Daty i miejsca koncertów

### Ameryka Północna
- 12 maja 1981: Halifax, NS, Kanada - Halifax Metro Centre
- 15 maja 1981: Providence, RI - Providence Civic Center
- 16 maja 1981: Portland, ME - Cumberland County Civic Center
- 17 maja 1981: Glen Falls, NY - Glen Falls Civic Center
- 18 maja 1981: Rochester, NY - Blue Cross Arena
- 20 maja 1981: Charleston, WV - Charleston Civic Center
- 24 maja 1981: Kalamazoo, MI - Wings Stadium
- 27 maja 1981: Cleveland, OH - Richfield Coliseum
- 31 maja 1981: Spokane, WA - Spokane Coliseum
- 2 czerwca 1981: Vancouver, BC, Kanada - Pacific Coliseum
- 6 czerwca 1981: Seattle, WA - Seattle Center Coliseum
- 8 czerwca 1981: Portland, OR - Memorial Coliseum
- 9 czerwca 1981: Portland, OR - Memorial Coliseum
- 11 czerwca 1981: Oakland, CA - Oakland Coliseum
- 12 czerwca 1981: Oakland, CA - Oakland Coliseum
- 13 czerwca 1981: Oakland, CA - Oakland Coliseum
- 16 czerwca 1981: Las Vegas, NV - Aladdin Theater
- 18 czerwca 1981: Fresno, CA - Selland Arena
- 19 czerwca 1981: Los Angeles, CA - Great Western Forum
- 20 czerwca 1981: Los Angeles, CA - Great Western Forum
- 21 czerwca 1981: Los Angeles, CA - Great Western Forum

### Stany Zjednoczone
- 2 lipca 1981: Milwaukee, WI - MECCA Arena
- 3 lipca 1981: Detroit, MI - Cobo Hall
- 4 lipca 1981: Detroit, MI - Cobo Hall
- 5 lipca 1981: Detroit, MI - Cobo Hall
- 7 lipca 1981: St. Paul, MN - St. Paul Civic Center
- 9 lipca 1981: Indianapolis, IN - Market Square Arena
- 10 lipca 1981: Chicago, IL - International Amphitheater
- 11 lipca 1981: Chicago, IL - International Amphitheater
- 12 lipca 1981: Chicago, IL - International Amphitheater
- 14 lipca 1981: Pittsburgh, PA - Civic Arena
- 16 lipca 1981: New Haven, CT - New Haven Coliseum
- 17 lipca 1981: New York, NY - Madison Square Garden
- 18 lipca 1981: Uniondale, NY - Nassau Veterans Memorial Coliseum
- 20 lipca 1981: Filadelfia, PA - The Spectrum
- 21 lipca 1981: Filadelfia, PA - The Spectrum
- 22 lipca 1981: Filadelfia, PA - The Spectrum
- 24 lipca 1981: Boston, MA - Boston Garden
- 25 lipca 1981: Boston, MA - Boston Garden
- 26 lipca 1981: Portland, ME - Cumberland County Civic Center
- 27 lipca 1981: Roanoke, VA - Roanoke Civic Center
- 28 lipca 1981: Largo, MD - Capital Center
- 29 lipca 1981: Largo, MD - Capital Center
- 30 lipca 1981: Largo, MD - Capital Center
- 31 lipca 1981: Buffalo, NY - Buffalo Memorial Auditorium
- 2 sierpnia 1981: Cleveland, OH - Richfield Coliseum
- 3 sierpnia 1981: Cleveland, OH - Richfield Coliseum
- 4 sierpnia 1981: Toronto, ON, Canada - Maple Leaf Gardens
- 5 sierpnia 1981: Montreal, QU, Canada - Montreal Forum
- 18 sierpnia 1981: Hollywood, FL - Sport Auditorium
- 19 sierpnia 1981: Lakeland, FL - Lakeland Civic Center
- 22 sierpnia 1981: Atlanta, GA - The Omni
- 23 sierpnia 1981: Knoxville, TN - Knoxville Civic Coliseum
- 24 sierpnia 1981: Charlotte, NC - Charlotte Coliseum
- 25 sierpnia 1981: Greensboro, NC - Greensboro Coliseum
- 27 sierpnia 1981: Hampton, VA - Hampton Coliseum
- 29 sierpnia 1981: Cincinnati, OH - Riverfront Coliseum
- 30 sierpnia 1981: Nashville, TN - Municipal Auditorium
- 31 sierpnia 1981: Birmingham, AL - Birmingham Jefferson Civic Complex
- 1 września 1981: Memphis, TN - Mid-South Coliseum
- 3 września 1981: Huntsville, AL - Von Braun Civic Center
- 4 września 1981: Jackson, MS - Mississippi Coliseum
- 5 września 1981: Biloxi, MS - Mississippi Coast Coliseum
- 6 września 1981: Baton Rouge, LA - Riverside Centroplex
- 8 września 1981: Shreveport, LA - Hirsch Memorial Coliseum
- 10 września 1981: Dallas, TX - Reunion Arena
- 12 września 1981: Houston, TX - Sam Houston Coliseum
- 28 września 1981: Phoenix, AZ - Arizona Veterans Memorial Coliseum
- 29 września 1981: San Diego, CA - San Diego Sports Arena
- 2 października 1981: Austin, TX - Frank Erwin Center
- 3 października 1981: Norman, OK - Special Events Center
- 6 października 1981: Albuquerque, NM - Tingley Coliseum
- 7 października 1981: El Paso, TX - El Paso County Coliseum
- 9 października 1981: San Antonio, TX - Freeman Coliseum
- 15 października 1981: Tulsa, OK - Assembly Center
- 16 października 1981: Wichita, KS - Kansas Coliseum
- 17 października 1981: Kansas City, MO - Kemper Arena
- 18 października 1981: St. Louis, MO - St. Louis Arena
- 20 października 1981: Omaha, NE - Omaha Civic Auditorium
- 21 października 1981: Cedar Rapids, IA - Five Seasons Center
- 24 października 1981: Orlando, FL - Citrus Bowl (Opening For The Rolling Stones)
- 25 października 1981: Orlando, FL - Citrus Bowl (Opening For The Rolling Stones) 1981: Phoenix, AZ - Arizona Veterans Memorial Coliseum